# استان‌های سوئد
استان‌های سوئد یا سرزمین‌های سوئد (به سوئدی: Landskap) باقیمانده تقسیمات کشور قدیمی سوئد هستند که از لحاظ تاریخی، جغرافیایی و فرهنگی تقسیم شده‌اند. سوئد دارای ۲۵ «سرزمین» است.
سرزمین‌های سوئد (به سوئدی: Landskap) هر یک چندین شهرستان (Län) را در بر می‌گیرند.
برخلاف عبارت به‌کاررفته برای استان‌های سوئد در انگلیسی، یعنی Province، این مناطق استان نیستند و در تقسیمات کشوریِ سوئد نقش رسمی ندارند. سرزمین‌های سوئد را می‌توان با سرزمین‌های تاریخی/فرهنگی در ایران قدیم، هم‌چون خراسان، آذربایجان و لارستان مقایسه کرد.

استان‌های سوئد

- - اسکونه
- - اسملاند
- - انگرمانلاند
- - اوپلاند
- - اوسترگوتلاند
- - اولاند
- - بلکینگه
- - بوهوسلن
- - دالارنا
- - دالسلاند
- - سودرمانلاند
- - گستریکلاند
- - گوتلاند
- - لاپلاند
- - مدلپاد
- - نرکه
- - نوربوتن
- - ورملاند
- - وستربوتن
- - وسترگوتلاند
- - وستمانلاند
- - هاللاند
- - هریدالن
- - هلسینگلاند
- - یمتلاند